# Rhynchocyon stuhlmanni
Rhynchocyon stuhlmanni is een zoogdier uit de familie van de springspitsmuizen (Macroscelididae). De wetenschappelijke naam van de soort werd voor het eerst geldig gepubliceerd door Paul Matschie in 1893.

## Uiterlijke kenmerken
De soort lijkt op het gevlekt slurfhondje (Rhynchocyon cirnei). Een onderscheidend kenmerk van deze soort is de geheel witte staart, van de basis tot de punt. De soort heeft een kop-romplengte van 24 tot 30 centimeter en een staartlengte van 22 tot 26,5 cm. De oorlengte is ongeveer 3 cm en de lengte van de achterpoten 8 tot 9 cm.

## Taxonomie
De soort werd lang als ondersoort van het gevlekt slurfhondje (Rhynchocyon cirnei) gezien, maar wordt sinds 2017 als aparte soort beschouwd.

## Voorkomen
De soort komt voor in het noorden van Congo-Kinshasa en Oeganda. 